# 古普鲁士人
古普鲁士人、波罗的普鲁士人又或直接寫作普鲁士人（德語：或）是一个属于講波罗的语族的族群（波羅的人），是居住在普鲁士地区，即波罗的海東南岸、西至维斯图拉潟湖、東至庫爾斯潟湖的原住民：他們說印欧语系的普鲁士语，信奉基督教來臨之前的多神教，與後來借用了他們的名稱、在當地說低地德語的後來居民並不相同。
在13世纪，普鲁士人被条顿骑士团征服，并在接下来的几个世纪中被同化。前德意志国家普鲁士从波罗的普鲁士人得到“普鲁士”之名，但这个国家其实主要是同化了古普鲁士人的德意志人；到17世纪或18世纪初，古普鲁士语已经灭绝。因二戰後，東普魯士被波蘭和蘇聯瓜分，當地300萬德國人多被强制遷徙去德國本土，所以現今德國人中許多也有古普魯士人的血統。
古普鲁士人居住的区域大体在东普鲁士（现波兰的瓦尔米亚-马祖里省、俄罗斯的加里宁格勒州和立陶宛的克莱佩达地区南部）的中部和南部。

## 词源
普鲁士（Prussia）各个部落的名字都反映了该地的地理。大部分名字都是基于周边的水域的名字，这在湖泊、小溪与沼泽（马佐夫舍湖区）星罗棋布的普鲁士地区来说不足为奇。可以肯定的是，这种地理环境是这一地区与世隔绝的原因，这也让波罗的语族保留最多古语特征。普鲁士以南便是第聂伯河的源头平斯克湿地，这一地区作为有效的屏障拱卫普鲁士达千年之久。
操古波罗的语言的原住民通常将他们的定居点以附近的小溪、湖泊命名。他们所在的支系或部落实体便以其定居点为名。举例来说，“巴尔蒂亚人”（Barti）及其发源地“巴尔塔”（Barta）源于立陶宛的巴尔蒂斯河（Bartis），而在阿尔巴尼亚语（berrak）和保加利亚语中，这个词都意为“沼泽”。 词根*bor-意为“沼泽”，它可以追根溯源到原始印欧语*bher-的o-等级形式，但是原始印欧语有不止一个*bher-词根，所以这个词根的确切含义和源系并不清晰。
*bor-也许就是在Prusa（普鲁士）一词中使用的词根，但巴伐利亚地理学家的地图中，历史学家发现用来指明这一地区的是年代更早的词根Brus-。塔西佗的日耳曼尼亚志曾提到鲁给夷人和布累人居住在日耳曼地区的东部。“鲁给夷”一词（Lugii）也许来自尤利乌斯·波科尔尼发现的词根*leug-（词意“黑色，沼泽”），而“布累”（Buri）一词也许是“普鲁士”一词的源头。 
部落波美萨尼亚人的名字Pameddi来自于单词pa（意为“旁”或“附近”）和meddin（森林）或meddu（蜂蜜） 纳德鲁维亚（Nadruvia）也许是na（“旁”或“上面”）和drawē（木头）或na和词根*dhreu-（“漂浮”或“河流”）。普鲁士部落巴尔蒂亚人之名（Bartians）可能与拉脱维亚的巴尔塔河的名字（Barta）是同源词。
在公元2世纪，地理学家托勒密在他的《欧洲的第八张地图》中，提到一些“博鲁西人”（Borusci）生活在欧洲的萨尔玛提亚，而萨尔玛提亚与日耳曼尼亚被“维斯瓦之流”分隔。他的地图的那个地方相当不清楚，但博鲁西人的家园应比普鲁士人更往东些，应该在维斯瓦河口的哥特人的定居点的位置。塔西佗所记载的伊斯替夷人（Aestii）随后被约丹尼斯记载为哥特帝国的一部分。
根据民俗词源学则会发现这样的信仰，称每个普鲁士部落是以一位部落首领或其妻子命名的，譬如传说中的首领瓦尔莫（Warmo）统治瓦尔米亚人（Warmians）。

## 组织
在波罗的历史之初，古普鲁士人居住在以维斯瓦河和梅梅尔河为界，其中后者在普鲁士以外被称为尼曼河，向南延伸至大约是维斯瓦河上托伦的位置（此地也属于普鲁士），而此族群的另一条边界是纳雷夫河。卡舒比人和波美拉尼亚人在普鲁士人定居点以西，波兰人在其以南，索多维亚人（有时被视为一个独立的民族，其他时候被视为一个普鲁士部落）在其东和更南边，斯卡洛维亚人在其北，立陶宛人在其东北。索多维亚人发源于大约今苏瓦乌基的位置。

1世纪末，普鲁士定居点可能被划为几个部落，彼此以森林、沼泽和湿地这类无人定居的地方为界。普鲁士土地的基本划分单位为laūks，这个词在古普鲁士语中意为“田地”。这个词多次作为波罗的人的定居点的名称的一部分而出现，在库洛尼亚人的定居点中尤为盛行，它也在古普鲁士语的地名中出现，譬如Stablack，就由两个词——stabs（石头）和laūks（田地）组成，因此此地在中文的字面意思为“石田”。古普鲁士语中并没出现其复数形式，但在立陶宛语中，laukas（“田地”）的复数形式为laukai。

一个laūks是一些农田为了共享经济利益并确保安全而组成的。最高权力规全体成年男子召开的大型集会所有，这些人商讨关於这个laūks的事宜，并选举首领和酋长，首领负责管理日常事务，而酋长（rikīs）则负责道路和水利建设，边防则由手下负责。
laūks中一定包括防御工事，如果存在，也包括社会的上层建筑。但村庄本身却用另一个词表示：kāims。一家之主是buttataws（字面意为“家父”，由一下两个词构成：buttan，意为“家”，和taws，意为“父亲”）。
在竞争与继承的自然过程中，必然会有一些酋长变得颇有权势，得到相当多的laūks和kāims作为额外的领地。波罗的人在公元前2000年进入历史当中，并被组织成这些更大的社会实体中，其中一个被非波罗的作家称为“公国”。
因为居住在普鲁士的波罗的人从未形成一个统一的政治体制，也没有统一整个地区，他们也没有理由采用一个共同的种群或民族的名字。相反他们使用他们的籍贯的名字——加林迪亚人、萨姆比亚人、巴尔蒂亚人、纳德鲁维亚人、纳坦吉亚人、斯卡洛维亚人、和索多维亚人等。历史学家并不知道第一批共同名称是何时，是怎样产生的。这种四分五裂的局面极大地削弱了他们的实力，这类似于中世纪时德意志的情况。
条顿骑士团牧师杜斯堡的彼得的《普鲁士编年史》（Chronicon terrae Prussiae）并未完全体现普鲁士部落的结构。此编年史是1326年的著作。他列出了11个地区和10个部落，并以地理为基础为其命名。它们是：
|    | 汉语       | 拉丁语    | 德语              | 现代 立陶宛语 | 复原的 普鲁士语 | 参见                      |
| -- | ---------- | --------- | ----------------- | ------------- | --------------- | ------------------------- |
| 1  | 波美萨尼亚 | Pomesania | Pomesanien        | Pamedė        | Pameddi         | 波美萨尼亚人              |
| 2  | 瓦尔米亚   | Varmia    | Ermland、 Warmien | Varmė         | Wārmi           | 瓦尔米亚人                |
| 3  | 波格萨尼亚 | Pogesania | Pogesanien        | Pagudė        | Paguddi         | 波格萨尼亚人              |
| 4  | 纳坦吉亚   | Natangia  | Natangen          | Notanga       | Notangi         | 纳坦吉亚人                |
| 5  | 萨姆比亚   | Sambia    | Samland           | Semba         |                 | 萨姆比亚人                |
| 6  | 纳德罗维亚 | Nadrovia  | Nadrauen          | Nadruva       |                 | 纳德鲁维亚人              |
| 7  | 巴尔蒂亚   | Bartia    | Barten            | Barta         | Barta           | 巴尔蒂亚人                |
| 8  | 斯卡洛维亚 | Scalovia  | Schalauen         | Skalva        |                 | 斯卡洛维亚人              |
| 9  | 索多维亚   | Sudovia   | Sudauen           | Sūduva        | Sūdawa          | 索多维亚人、 约特温吉亚人 |
| 10 | 加林迪亚   | Galindia  | Galindien         | Galinda       | Galinda         | 加林迪亚人                |
| 11 | 库尔姆     | Culm      | Kulmerland        | Kulmas        |                 |                           |

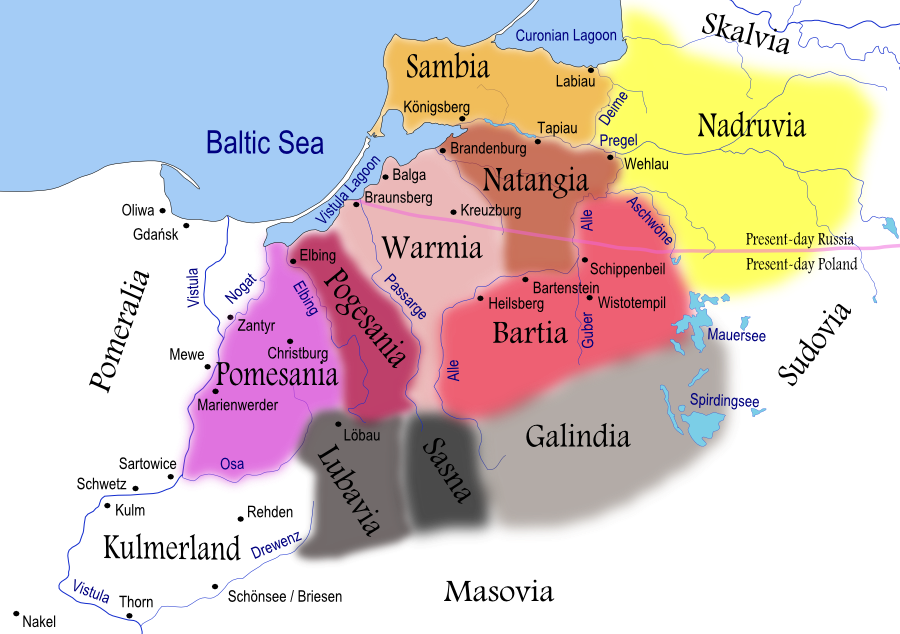
13世纪的普鲁士部落图。表明的城市或城堡是条顿骑士团为减轻对普鲁士的征服的障碍而建造的

彼得指出第11个地区库尔姆位於波美萨尼亚以南，几乎无人居住。在德意志征服普鲁士后，普鲁士地区几乎就是按照这些准确的边界划分的，但是德意志人又增加了第11个地区，他们称之为“萨森”（Sassen），这一地区以坦能堡为中心。这些名字也许并不全面。其中的很多名字出现在古代和中世纪的文献中，但是拼法和词语形态（在某种程度上）不同。举例来说，杜斯堡的彼得偏爱拉丁语名，譬如Pomesani、Pogesani、Varmienses等。
《奥斯里尔和武尔夫斯坦航海记》（The Voyages of Ohthere and Wulfstan，古英语版） （现代英语版 （页面存档备份，存于））中提到一个叫武尔夫斯坦的挪威人航海来到古普鲁士人的土地，来到埃尔布隆格周围的地方，并描写了他们的葬礼习俗。

## 历史

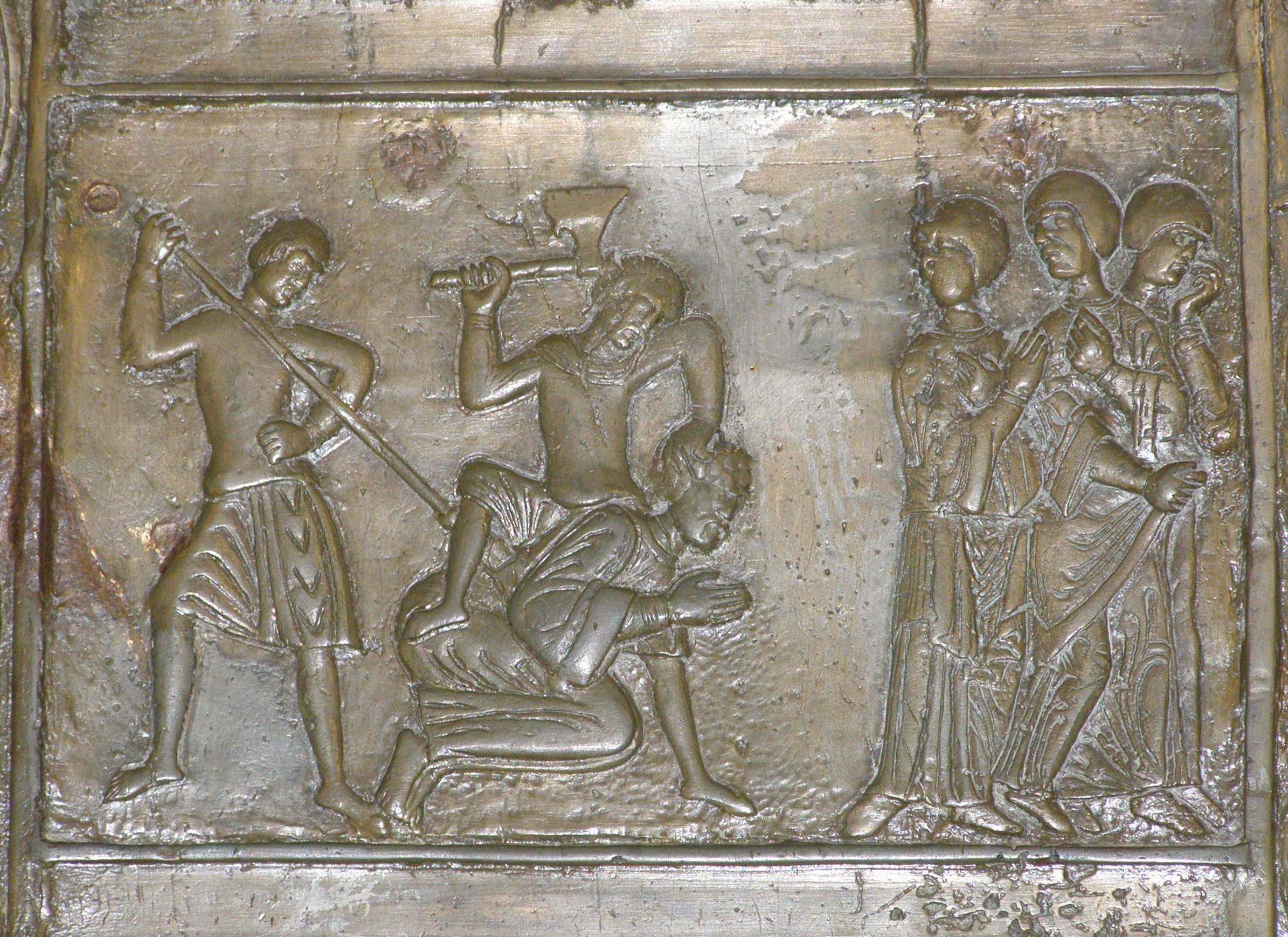
格涅兹诺门的一部分，描绘普鲁士人杀害传教士主教圣阿德尔伯特的中世纪雕刻，约1175年建成

9世纪时，古普鲁士人因与布拉格的阿德尔伯特有联系，而被历史文献更广泛地提到。阿德尔伯特是被波列斯瓦夫一世派来传教的，他在997年一次使普鲁士人皈依基督教的传教活动中殉道。第一批波兰公爵一与梅什科二世一同得到确立，他们就发起一波又一波的征服和十字军，这些行动不只针对普鲁士人和与普鲁士人关系密切的索多维亚人，还针对波美拉尼亚人和文德人。一位与波列斯瓦夫一世不和的前领袖马索斯向普鲁士寻求庇护。因为他阻止了马佐夫舍自治公国，而后者在最后一位公爵被杀时被波兰占领。
1124年，在波列斯瓦夫三世的请求下，主教巴姆堡的奥托承担了到波美拉尼亚并使当地普鲁士人皈依基督教的使命。这给普鲁士人带来了一个新威胁。自1147年开始，波兰公爵波列斯瓦夫四世（得到鲁塞尼亚军队的帮助）试图征服普鲁士，据称这是对普鲁士人的惩罚，因为他们与流亡的瓦迪斯瓦夫二世关系紧密。关於此事的唯一文献对其并不清楚，只是含糊地提到普鲁士人败北。但无论结果如何，1157年一些普鲁士军队支持波军对抗神罗皇帝腓特烈一世。1166年2位波兰公爵波列斯瓦夫四世和其弟亨利克再次渡过奥萨河来到普鲁士。预先准备好的普鲁士人将亨利克麾下的波军带到一片沼泽地中。没有移动的波军士兵就被箭或投掷来的棍棒击毙。自1191年至1193年开始，卡齐米日二世沿德雷文河（德尔文察）入侵普鲁士。他迫使部分普鲁士部落纳贡，随后撤军。

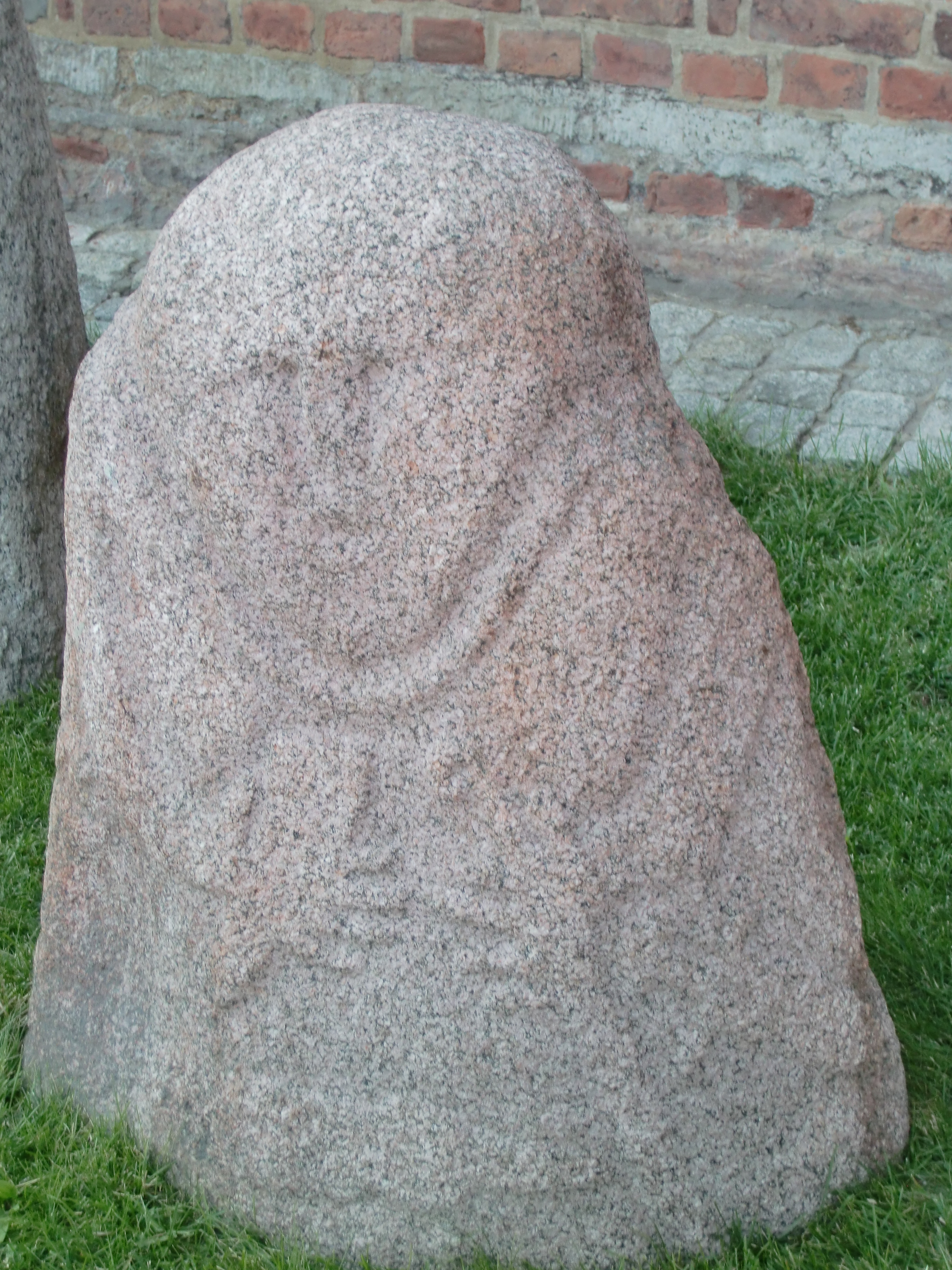
“普鲁士女巫”——古普鲁士雕像，现位於格但斯克

13世纪初马佐夫舍公爵康拉德一世所发动的几次入侵也被普鲁士人成功击退。1209年英诺森三世派熙笃会修士奥利瓦的克里斯蒂安向信奉异教的普鲁士人传教。1215年，克里斯蒂安就任普鲁士的第一位主教。马佐夫舍公国，尤其是库尔姆兰，成为了普鲁士人所发动的持续不断的反击的目标。作为回应，康拉德一世多次请求教皇援助，并成立多布林骑士团，最后将条顿骑士团请到普鲁士。结果，教皇发出敕令，发动北方十字军，与“掠夺成性且不信上帝”的普鲁士人作战。
1224年，神罗皇帝腓特烈二世宣称自己和神圣罗马帝国将普鲁士和临近省份的人民受其直接保护，并宣布此地居民由“帝国直辖”，也就是直接，并只由教廷和帝国统治，免除其他贵族对他们的司法权，此地居民也不必为这些公爵效劳。条顿骑士团名义上由教皇直接领导，但也受神罗的掌控，他们占据了波罗的海地区的大部分，并在普鲁士建立了自己的修士国。
1230年，根据里米尼黄金诏书，条顿骑士团大团长赫尔曼·冯·萨尔扎和马佐夫舍公爵康拉德一世发动普鲁士十字军，这是一次以使波罗的语族的古普鲁士人皈依基督教为目的的联合入侵。骑士团在其所征服的地区建立了独立的条顿骑士团国，随后由征服了库尔兰、利沃尼亚和爱沙尼亚。波兰公爵控告骑士团，因为骑士团夺取了在法律上应该属于公爵们的土地。
在1233年一次对普鲁士的进攻中，十字军方拥有超过21000名战士，其中马格德堡城主带来5000名战士、西里西亚公爵亨利带来3000名战士、马佐夫舍公爵康拉德一世带来4000名战士、库亚维亚公爵卡齐米日带来2000名战士、大波兰公爵瓦迪斯瓦夫带来2200名战士、波美拉尼亚公爵共带来5000名战士。主要战役发生在杰日贡河岸，双方都遭受重大伤亡。普鲁士人俘虏了主教克里斯蒂安，并囚禁他很多年。
来自天主教欧洲四面八方的很多骑士都加入到普鲁士十字军中，这一次十字军持续了60年。很多幸存下来的来自索多维亚的普鲁士原住民在萨姆兰重新定居下来；苏达尔·温克尔就是以他们命名的。普鲁士人所发起的多次起义都被条顿骑士团镇压下去了，其中1286年的起义规模最大。
1243年，教廷使节摩德纳的威廉将普鲁士划为四个主教区——库尔姆、波美萨尼亚、厄尔姆兰、和萨姆兰，四个教区由里加主教区统辖。普鲁士人在马格德堡大主教区受洗，而德意志移民和荷兰移民来到普鲁士原住民的土地殖民，波兰人和立陶宛人也分别在普鲁士的南部和东部定居。在整个普鲁士，以及在现在被称为加里宁格勒州的地方中，古普鲁士人的重要定居点离散地分布在德意志人定居区的夹缝中。他们的语言最终随着这个孤立的族群一并灭亡了。
条顿骑士团的修士和学者对普鲁士人所讲的语言感兴趣，并试图记录它。另外，传教士为了让普鲁士人皈依基督教，也需要与他们交流。所以古普鲁士语的记录，以及鲜为人知的加林迪亚语和较有人知的索多维亚语一并保留至今，这些记录就是西波罗的语支残存至今的遗物。正如人们所想，这是一种非常古老的波罗的语言。 
13世纪，古普鲁士人抵抗条顿骑士团，并从立陶宛大公国得到帮助，以使他们自己能从骑士团中解放出来。1525年，条顿骑士团大团长勃兰登堡-安斯巴赫的阿尔布雷希特将骑士团的普鲁士领地还俗为波兰王国的藩国普鲁士公国。在宗教改革期间，路德宗在骑士团旧领传播开来，其中在普鲁士公国正式传播，在波兰的王室普鲁士非正式传播，而天主教在瓦尔米亚主教区保留。因为新教在宗教仪式中使用地方话而非拉丁语，阿尔布雷希特将教义问答译为古普鲁士语。
因为古普鲁士人被德意志人所征服，古普鲁士语也许在18世纪初灭绝，这是瘟疫肆虐，农村人口剧减，贵族的同化，以及德意志人与立陶宛人人口比普鲁士人多的缘故。但是圣经的古普鲁士语译本、古普鲁士语诗和其他的一些文字资料留存至今，使学者现在已经能够将古普鲁士语复原。